# Alejandro Alonso
Alejandro César Alonso (ur. 3 marca 1982 roku w Buenos Aires) – argentyński pomocnik występujący obecnie w klubie z Ligue 1, AS Saint-Étienne.

## Kariera klubowa
Do obecnego klubu trafił w 2011 roku z AS Monaco. W 2011 roku podpisał 2.5–letni kontrakt z pierwszoligowym AS Saint-Étienne.
| Sezon   | Klub               | Kraj      | Rozgrywki        | Mecze | Bramki | Rozgrywki Europy | Mecze | Bramki |
| ------- | ------------------ | --------- | ---------------- | ----- | ------ | ---------------- | ----- | ------ |
| 2001/02 | Huracán            | Argentyna | Primera División | 6     | 0      | -                | -     | -      |
| 2002/03 | Huracán            | Argentyna | Primera División | 28    | 5      | -                | -     | -      |
| 2003/04 | Huracán            | Argentyna | Primera B        | 12    | 1      | -                | -     | -      |
| 2004/05 | Huracán            | Argentyna | Primera B        | 26    | 3      | -                | -     | -      |
| 2005/06 | Girondins Bordeaux | Francja   | Ligue 1          | 21    | 3      | -                | -     | -      |
| 2006/07 | Girondins Bordeaux | Francja   | Ligue 1          | 30    | 1      | -                | -     | -      |
| 2007/08 | Girondins Bordeaux | Francja   | Ligue 1          | 32    | 0      | -                | -     | -      |
| 2008/09 | AS Monaco          | Francja   | Ligue 1          | 17    | 3      | -                | -     | -      |
| 2009/10 | AS Monaco          | Francja   | Ligue 1          | 27    | 2      | -                | -     | -      |
| 2010/11 | AS Monaco          | Francja   | Ligue 1          | 4     | 0      | -                | -     | -      |
| 2010/11 | AS Saint-Étienne   | Francja   | Ligue 1          | 14    | 1      | -                | -     | -      |
| 2011/12 | AS Saint-Étienne   | Francja   | Ligue 1          | 5     | 0      | -                | -     | -      |
| 2012/13 | AS Saint-Étienne   | Francja   | Ligue 1          | 10    | 0      | -                | -     | -      |

Stan na: 23 maja 2013 r.